# 姆維納雷
姆維納雷是波蘭的城鎮，位於該國北部，距離首府格但斯克約70公里，由瓦爾米亞-馬祖里省負責管轄，始建於1329年，面積2.76平方公里，2006年人口1,837。
54°11′18″N 19°43′30″E / 54.18833°N 19.72500°E